# Forum København
Forum København (eller Forum Copenhagen) er en udstillings- og koncerthal på Frederiksberg ca. 15-20 minutters gang fra Rådhuspladsen. Hallen har sin egen metrostation, Forum Station. Kapaciteten på udstillingsområdet er i alt 5.000 m² netto og 8.000 m² brutto. Ved koncerter er der mulighed for op til 10.000 tilskuere. Hallen er søjlefri og har blandt andet dannet ramme om 40 udgaver af Københavns seksdagesløb. I dag anvendes hallen bl.a. til koncerter, loppemarkeder, fagmesser, udstillinger og mange private firmafester og events. På årsbasis besøges hallen af ca. 500.000 gæster. Forum har været ejet af Poul og Morten Sundberg siden 1996 hvor de købte Forum af Frederiksberg Kommune. Forum CPH lejer Forum.

## Den første hal
Forum slog dørene op for første gang i februar 1926, da hallen blev bygget til biludstillingen samme år. Forum var tegnet af Oscar Gundlach-Pedersen, og belysningen var Poul Henningsens splinternye PH-lampe.
Allerede få år efter, i 1929, blev der afholdt en arkitekturudstilling, som var en af de første præsentationer af funktionalismen i Danmark, nemlig Bygge- og Boligudstillingen i Forum. Det var på denne udstilling, at Arne Jacobsen og Flemming Lassen udstillede deres tegning til det cylinderformede "Fremtidens Hus".

## Sabotagen i 1943
Under 2. verdenskrig blev Forum-hallen 24. august 1943 saboteret af modstandsgruppen Holger Danske. Årsagen var, at hallen blev benyttet til indkvartering af tyske soldater. Deltagerne i aktionen var:
- Gunnar Bjarnarson
- Max Bæklund
- Mogens Jarset ("Bob")
- Axel Olaf Markussen, chauffør for gruppen
- Paul Moesgaard ("Ewald")
- Josef Søndergaard ("Tom", leder af gruppen)

Jørgen Haagen Schmith ("Citronen") skulle oprindeligt have været med. Mens aktionen var i gang ankom Jens Lillelund, der blev anvist en plads som vagt.
Poul Hansen med kodenavn "Jelly", der var uddannet SOE-agent, havde skaffet sprængstoffet til gruppen. I Poul Hansens efterladte papirer har han skrevet, at han selv stod på afstand og overværede aktionen.
På toårsdagen efter begivenheden, 24. august 1945, genopførte gruppen aktionen i et befriet Danmark. Billed-Bladet bragte en reportage fra genopførelsen.

## Genopførelse og senere ombygninger
Hallen blev først genopført og udvidet i 1947, igen ved Gundlach-Petersen. Siden blev den ombygget til ukendelighed, så det i dag er svært at aflæse arkitektens oprindelige design.
Mange danskere forbinder mest Forum med Københavns seksdagesløb, især i 1950'erne og i starten af 1960'erne via transmissioner i det nye medie, fjernsyn.
Forum afsluttede en omfattende akustisk renovering for 70 millioner kroner i efteråret 1997 (påbegyndt i 1996), hvilket resulterede i bedre lyd og flere koncerter, men som samtidig betød at det traditionsrige seksdagesløb flyttede, senest til Ballerup Super Arena. Forums faciliteter bliver løbende moderniseret – med toiletterne og Forum Café som de seneste. Forum blev en del af Forum CPH den 1. april 2019.

## Fodnoter
1. ↑  Den oprindelige kontraktsum fremgår ikke af Forum Københavns hjemmeside, men ifølge hjemmesiden rejste en række bilforhandlere i 1918 300.000 kr. som en del af finansieringen. Den største del af finansieringen - der kom fra Dansk Købestævne - er dog ikke angivet.

## Ekstern henvisning
- Forum Københavns hjemmeside Arkiveret 28. oktober 2020 hos  Wayback Machine

55°40′52.14″N 12°33′8.46″Ø / 55.6811500°N 12.5523500°Ø